# La Huerce
La Huerce település Spanyolországban, Guadalajara tartományban. La Huerce El Ordial, Arroyo de las Fraguas, Tamajón, Valverde de los Arroyos, Galve de Sorbe és Condemios de Arriba községekkel határos. Lakosainak száma 55 fő (2024).

## Népesség
A település népessége az utóbbi években az alábbiak szerint változott:
| Lakosok száma | 43   | 45   | 47   | 55   | 61   | 44   | 43   | 51   | 52   | 55   |
|               | 2001 | 2004 | 2006 | 2009 | 2011 | 2014 | 2016 | 2019 | 2021 | 2024 |